# Pyrausta matuta
Pyrausta matuta is een vlinder van de familie van de grasmotten (Crambidae). De wetenschappelijke naam van deze soort is voor het eerst voorgesteld door Wilhelm Schultze in een publicatie uit 1908.
De soort komt voor op de Filipijnen.